# Buduburam
Buduburam est un camp de réfugiés qui se situe à 44 kilomètres à l'ouest d'Accra, la capitale du Ghana. Le camp était établi grâce à l’assistance du Haut Commissariat des Nations Unies pour les réfugiés